# Ira Clark
Joe Ira Clark (Fort Worth, 15 giugno 1975) è un ex cestista statunitense.

## Palmarès

### Squadra
- Campione USBL (2002)
- Campionato turco: 3

Efes Pilsen: 2002-03
Ülkerspor: 2005-06
Fenerbahçe Ülker: 2006-07

### Individuale
- USBL Postseason MVP (2002)
- All-USBL First Team (2002)
- USBL All-Defensive Team (2002)